# Di chỉ Ōfune
Di chỉ Ōfune (大船遺跡 Ōfune iseki) là một địa điểm khảo cổ bao gồm nhiều tàn tích của những khu sinh hoạt lớn và khu định cư liền kề có từ thời Jōmon. Di chỉ này thuộc thành phố Hakodate ở quận Oshima trên đảo Hokkaido, phía bắc Nhật Bản. Nơi đây đã được chính quyền trung ương Nhật Bản bảo vệ như một Di tích Lịch sử kể từ ngày 13 tháng 8 năm 2001. Địa điểm này có diện tích 71,832 kilômét vuông (7.183,2 ha; 27,734 dặm vuông Anh).

## Lịch sử ban đầu
Di chỉ Ōfune là một cộng đồng với hơn 100 ngôi nhà hầm hố, bao gồm cả những ngôi nhà gia đình có kích thước nhỏ và một số ngôi nhà lớn hơn đã được con người sinh sống từ năm 3500 đến năm 2000 trước Công nguyên. Niên đại của khu vực này tương ứng với đầu và giữa thời kỳ Jōmon trong lịch sử Nhật Bản. Cộng đồng này nằm dọc theo Thái Bình Dương, cho phép họ dễ dàng tiếp cận các bãi đánh cá và săn bắt cá voi, đồng thời cung cấp một con đường để người dân nơi đây vào thời điểm đó giao thương rộng rãi với các cộng đồng khác trong khu vực Tōhoku. Đồ gốm từ vùng Tōhoku và trung tâm Hokkaido được tìm thấy trong các gò mộ của khu di chỉ, tạo cơ sở cho chức năng trung tâm thương mại của địa điểm.

## Lịch sử hiện đại
Di chỉ Ōfune được phát hiện trong cuộc khảo sát vào năm 1996. Những khám phá ban đầu bao gồm một hầm lớn, bờ kè và một hố chứa. Di chỉ được đặt dưới sự bảo vệ của chính quyền trung ương như một Di tích Lịch sử vào ngày 13 tháng 8 năm 2001. Địa điểm được bảo vệ có diện tích 71,832 kilômét vuông (27,734 dặm vuông Anh). Vào ngày 29 tháng 12 năm 2002, 70.000 hiện vật khai quật được từ khu vực này đã bị hư hại hoặc phá hủy hoàn toàn khi hỏa hoạn xảy ra trong một phòng triển lãm.
Di chỉ Ōfune là một trong những Địa điểm khảo cổ Jōmon ở Hokkaidō, Bắc Tōhoku và các vùng khác, là một nhóm các địa điểm khảo cổ thời kỳ Jōmon ở Hokkaido và miền bắc Tōhoku được Nhật Bản giới thiệu vào năm 2020 để đưa vào Danh sách Di sản Thế giới của UNESCO, theo tiêu chí iii và iv. Đề nghị hiện nằm trong Danh sách dự kiến, với quyết định đưa vào danh sách chính thức sẽ được công bố vào tháng 5 năm 2021.